# Aéroport d'Enshi Xujiaping
L'aéroport d'Enshi Xujiaping (chinois simplifié : 恩施许家坪机场) (code IATA : ENH • code OACI : ZHES) est un aéroport desservant la ville-district d'Enshi, au Sud-Ouest de la province du Hubei, en Chine.
Il est situé dans la vallée de la rivière Qing, quelques kilomètres au nord du centre-ville d'Enshi.

## Compagnies aériennes et destinations
| Compagnies               | Destinations                             |
| ------------------------ | ---------------------------------------- |
| Beijing Capital Airlines | Haikou, Wuhan, Xi'an-Xianyang            |
| China Eastern Airlines   | Pékin-Capitale, Shanghai-Hongqiao, Wuhan |
| China Southern Airlines  | Canton-Baiyun, Wuhan                     |

Édité le 03/02/2018